# Vedasandūr
Vedasandūr är en ort i Indien.   Den ligger i distriktet Dindigul och delstaten Tamil Nadu, i den södra delen av landet, 2 000 km söder om huvudstaden New Delhi. Vedasandūr ligger 218 meter över havet och antalet invånare är 12 493.
Terrängen runt Vedasandūr är platt. Runt Vedasandūr är det tätbefolkat, med 530 invånare per kvadratkilometer. Närmaste större samhälle är Dindigul, 18,2 km söder om Vedasandūr. Omgivningarna runt Vedasandūr är en mosaik av jordbruksmark och naturlig växtlighet.